# مجمع بينكالان كيمباس التاريخي
مجمع بينكالان كيمباس التاريخي هو مجمع بُني في موقع يعرف باسم (ضريح نهر الروبيان)، وهو موقع أثري ومتحف يقع على حافة بلدة بينكالان كيمباس، داخل منطقة بورت ديكسون في نيجري سمبيلان . يقع الموقع بالقرب من نهر لينجي، وليس بعيدًا عن الساحل الغربي لماليزيا. يوجد داخل المجمع عدد من الصخور الضخمة التي لا يعرف عمرها بشكل مؤكد، بالإضافة إلى قبر إسلامي يعود إلى القرن الخامس عشر.
من المرجح أن تكون الصخور الضخمة في بينكالان كيمباس مرتبطة بصخور ضخمة أخرى في المناطق المجاورة لشبه جزيرة ماليزيا. عمر هذه الصخور الضخمة غير معروف، لكن بعض التقديرات تشير إلى أنها تعود إلى 1000 عام أو أكثر. يحتوي أحد الصخور الضخمة في بينكالان كيمباس على نقش إسلامي، وبالتالي فمن المرجح أنه يعود إلى القرن الخامس عشر، ولكن الصخور الأخرى في الموقع قد تكون أقدم. تم تشبيه الصخور الضخمة الثلاثة الأكثر شهرة في شكلها بدفة وملعقة وسيف على التوالي، وتقع بالقرب من بعضها البعض في صف واحد. حجرا "الدفة" و"السيف" مزخرفان، في حين أن حجر "الملعقة" غير مزخرف. وتوجد أحجار أخرى بأحجام مختلفة في أجزاء مختلفة من الموقع.
بالقرب من مجموعة الصخور الضخمة الثلاثة يوجد قبر كبير. وتشير النقوش الموجودة على حجر قريب إلى أن صاحب المنزل هو أحمد مجنون. هناك نقشان بخطين مختلفين، يحتويان على رسائل مختلفة. يتضمن نقش بالكاوية التاريخ 1385 في تقويم عصر شاكا، أي ما يعادل تقريبًا عام 1463. يتضمن النقش بالجاوية التاريخ 872 هـ في التقويم الإسلامي، أي حوالي عام 1467 م، ويشير أيضًا إلى أن هذا كان أثناء حكم منصور شاه. في حين أن النص الجاوي يمكن ترجمته بسهولة، إلا أن تفسير النص الكاوي أثبت أنه أكثر صعوبة.
كانت محمية كيرامات سونجاي أودانج ذات أهمية ثقافية للمجتمعات المجاورة، حيث كانت مكانًا لأداء القسم. بدأت الأعمال الأثرية في الموقع في عام 1919، عندما رمّم إيفور إيفان الموقع . اليوم، أصبح هذا الموقع موقعًا للتراث الطبيعي المسجل في ماليزيا، ويتم تشغيله كمتحف ضخم يحتوي على القبر الأصلي والأحجار بالإضافة إلى أحجار أخرى تم جلبها من أماكن أخرى.

## الموقع

تقع بينكالان كيمباس في جنوب شرق لنجي ميوكوم في منطقة بورت دكسون.

مجمع بينكالان كيمباس التاريخي بُني في موقع يُعرف باسم ضريح نهر الروبيان.:94 يقع على مشارف بلدة بينكالان كيمباس الصغيرة، التي تبعد 35 كيلومتر (22 ميل) من مدينة بورت ديكسون القريبة. يقع المجمع في وادٍ قريب من نهر لينجي.:155
وأبرز المباني في الموقع هو القبر الكبير للشيخ أحمد مجنون. بالقرب من هذا القبر توجد مجموعة متنوعة من الصخور الضخمة، بما في ذلك الثلاثة الأكثر بروزًا ("الدفة"، و"الملعقة"، و"السيف")، والتي تم تجميعها معًا على جانب واحد. يقع "الدرع" الضخم في أحد طرفي القبر، في حين يقع حجر القبر المنقوش بالقرب من الطرف المقابل.:3–4

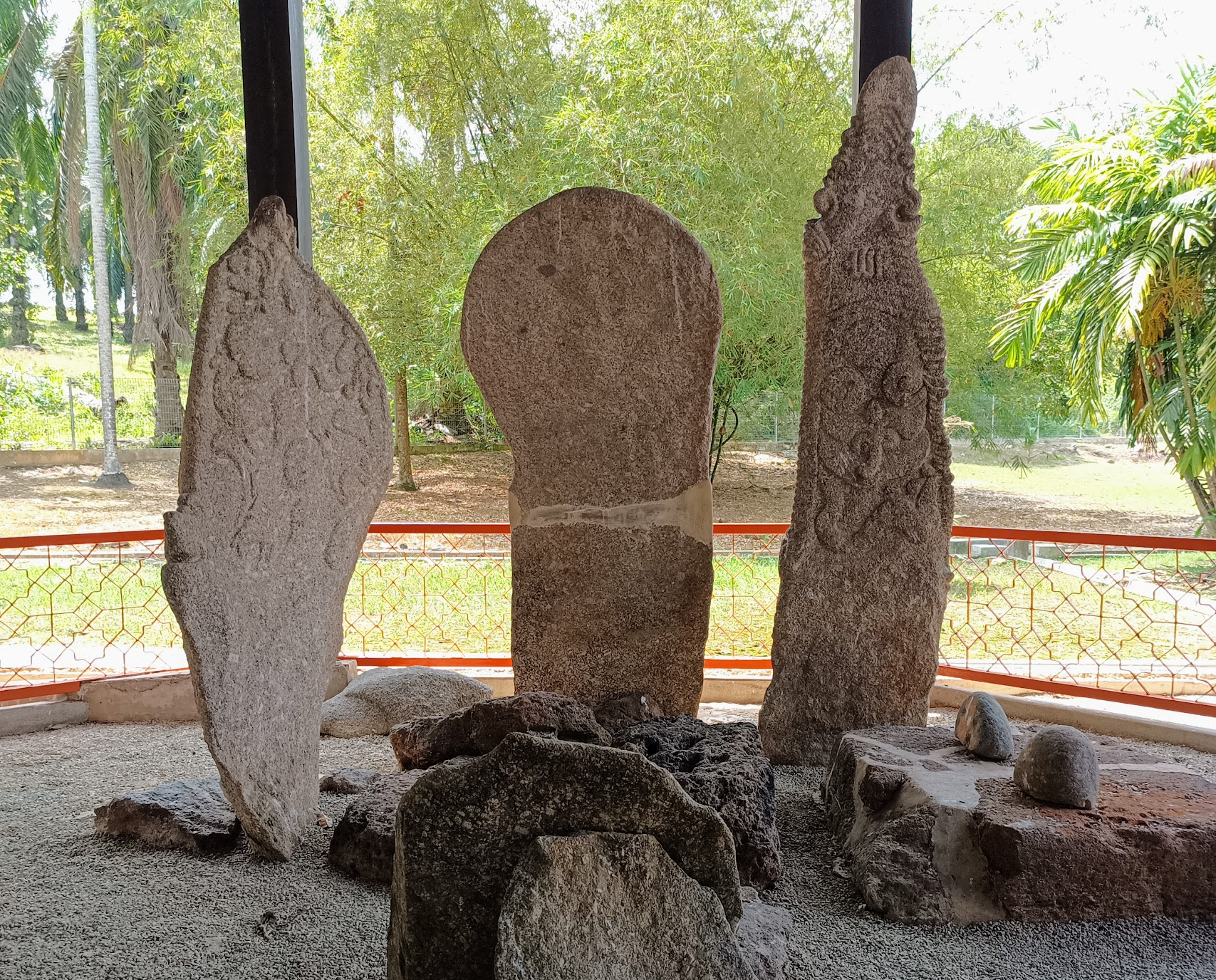
أحجار "الدفة" (يسار)، و"الملعقة" (وسط)، و"السيف" (يمين)

## القبر

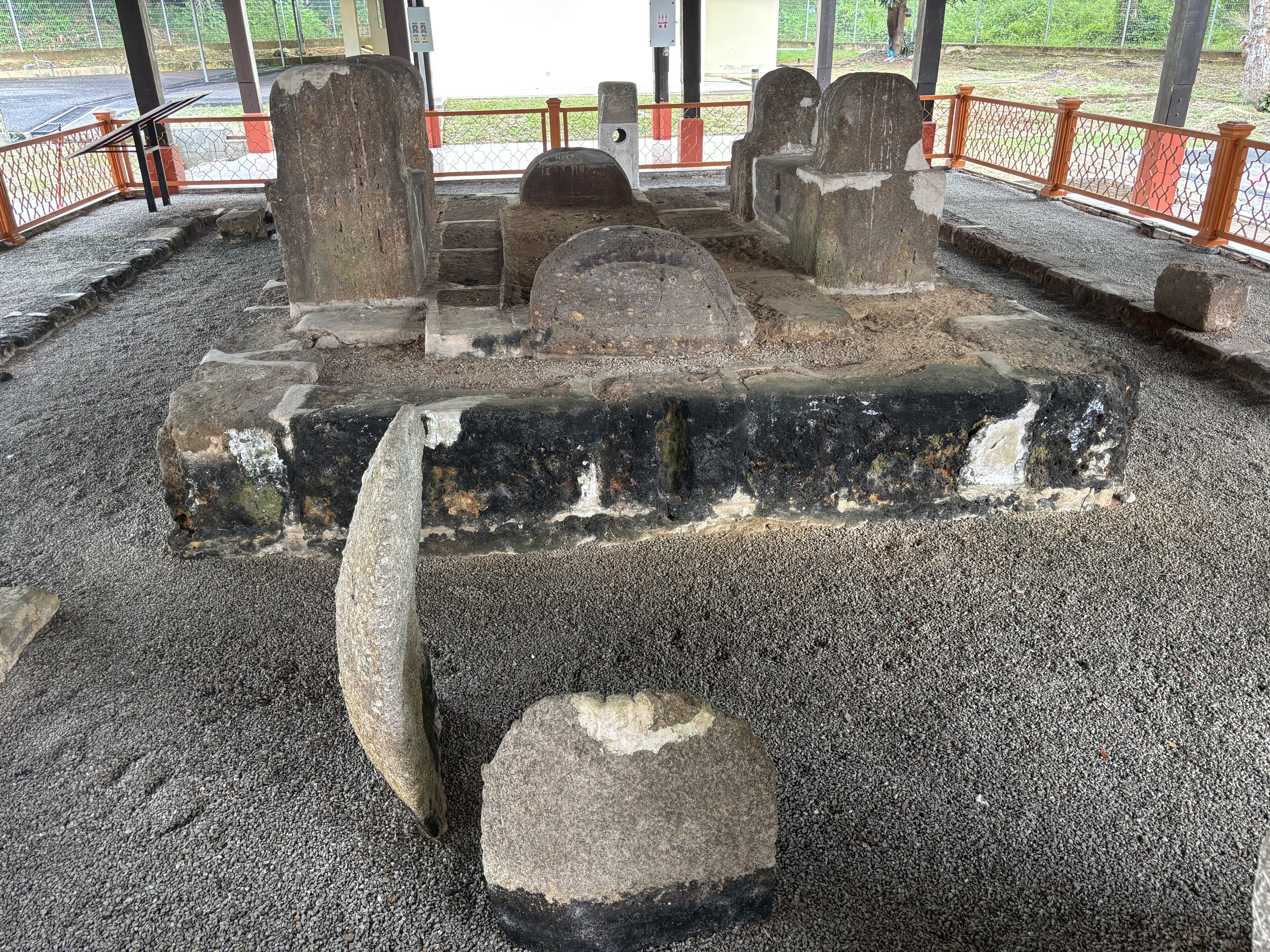
قبر الشيخ أحمد مجنون كما يظهر من جهة حجر "الدرع" مع الشاهد المنقوش في الطرف البعيد

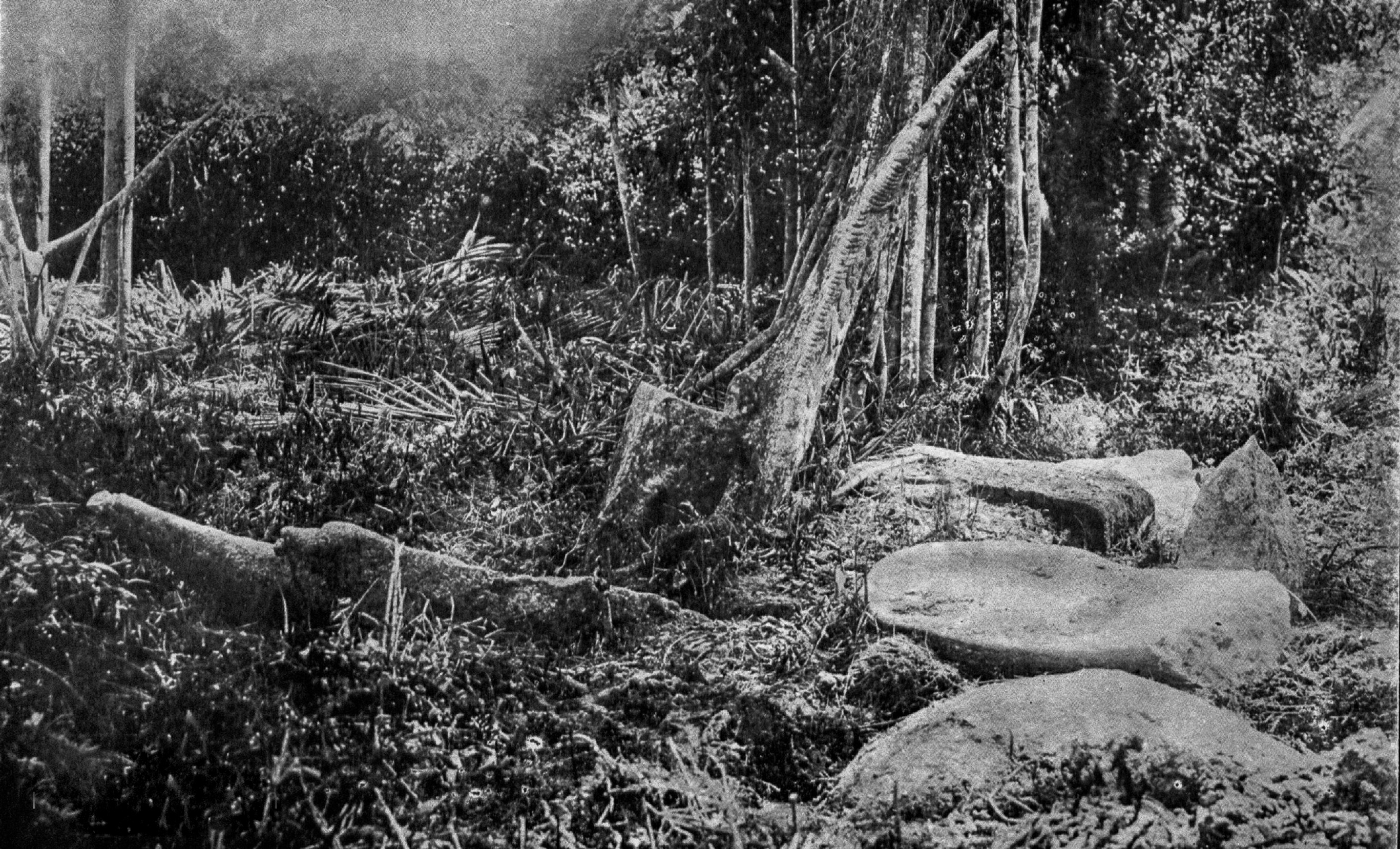
الموقع في عام 1919، قبل الترميم

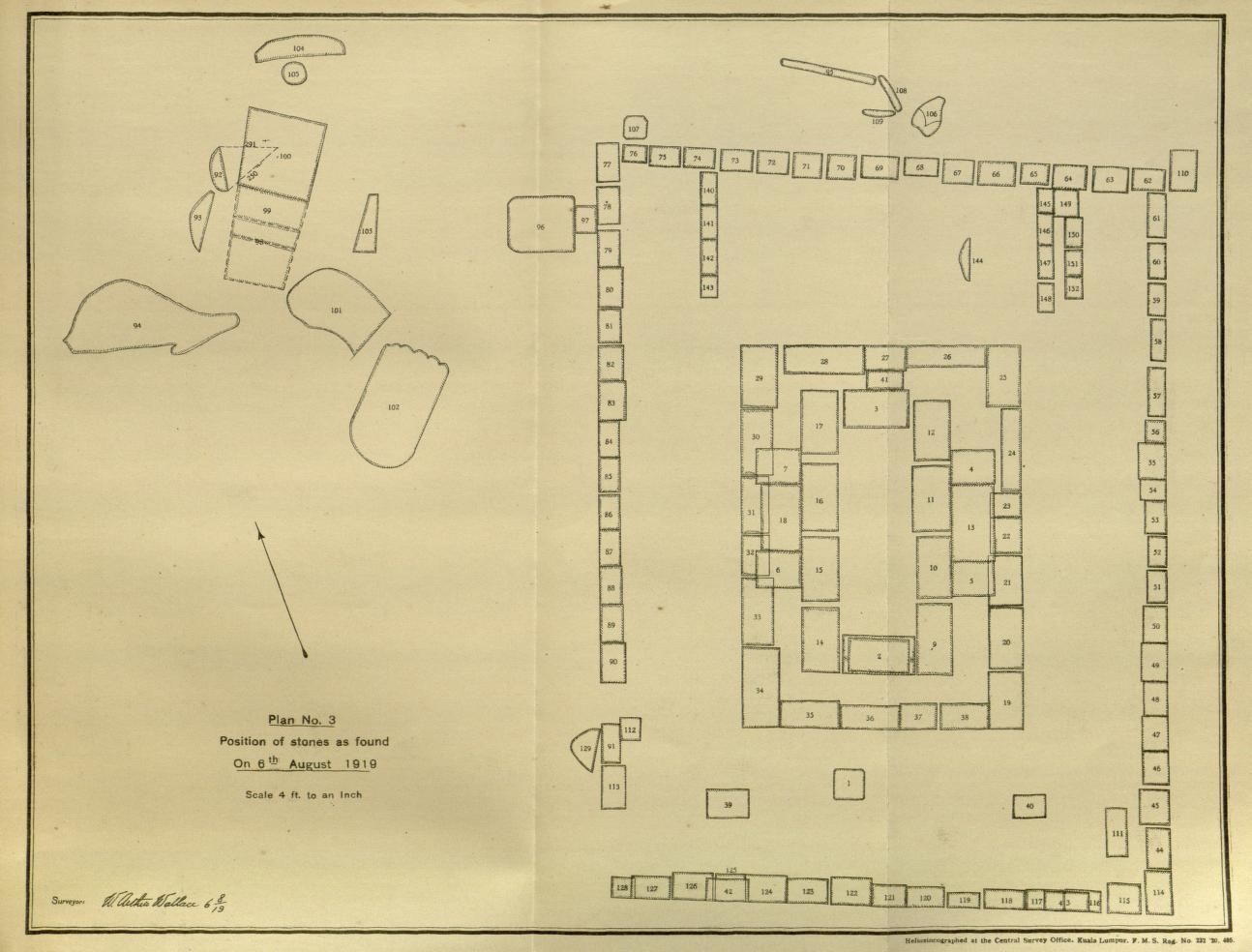
مواقع الحجارة على القبر وحوله في عام 1919

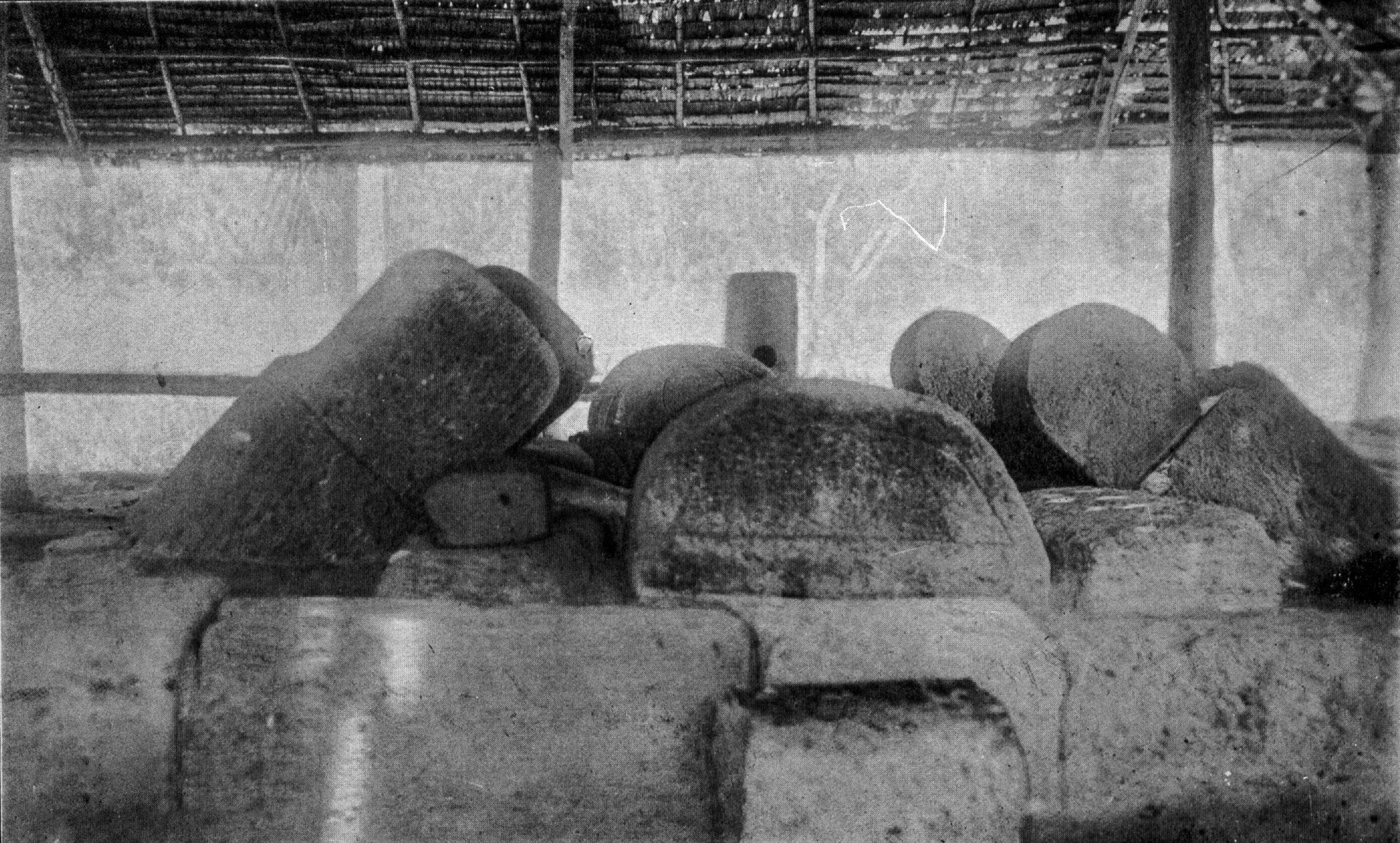
القبر في عام 1919، قبل الترميم

1. بِسْمِ اللَّهِ الرَّحْمَٰنِ الرَّحِيمِ
2. دَرَة بُوتَا بُوكَا أَتَا-
3. تَضَا مِلِكْنَا أَحْ
4. مَت مَجَنُّو بَرْبَاوَات
5. دَايَة/سَدَا أَحْمَت
6. بَوَان بَلَاتْ أَنَاكْ سَدَانْ
7. أَحْمَت مَجَنُّو مَا مَلَاجَا
8. فَدَا عَلَح/

1. بِسْمِ اللَّهِ الرَّحْمَٰنِ الرَّحِيمِ
2. بَارْتَمَا أَحْمَت مَجَانُو مَسُوكْ كَ جَلاَن تَاتَ
3. كَلَا رَاجَ رَاجَا دَانَ بَا-
4. تُون بَرَاه تَلَانْ كَاتَنْجَكَبْ
5. لَلَاجِي فَانَا وَسَلاَمْ
6. 1385

بِسْمِ اللَّهِ الرَّحْمَٰنِ الرَّحِيمِ!
1. بسم الله الرحمن الرحيم
2. هذا دار الأمان بوغات
3. مقام الخيري الشيخ أحمد
4. مالاري بن ...
5. ... في الهجرة النبوية
6. الله عليه وسلم، ديلابان
7. راتوس توجو بولوه.
8. دوا تاهون بادا زمان نيا سلطان
9. شاه منصور [?] نصارة ...
10. الله. امين! امين.

1. بسم الله الرحمن الرحيم
2. هذا القصر للسلام هو مكان
3. من الخير قبر الشيخ أحمد
4. ؟ في صلاة التراويح
5. والسلام عليه، ثمانية
6. مائة وسبعين
7. عامين في عهد السلطان
8. شاه منصور -رحمه الله-
9. آمين! آمين!

## معرض الصور

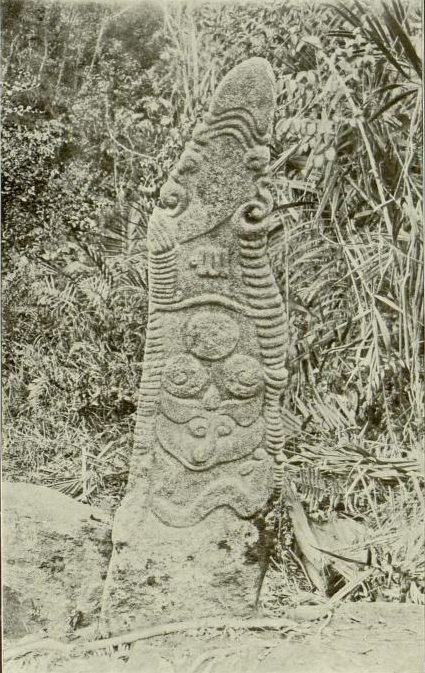
النقوش على صخرة "السيف" عام 1919
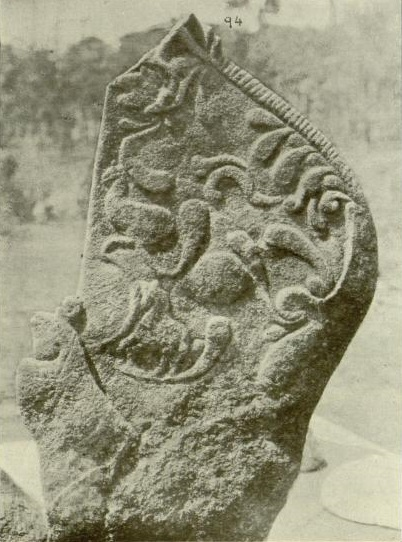
النقوش على صخرة "الدفة" عام 1919
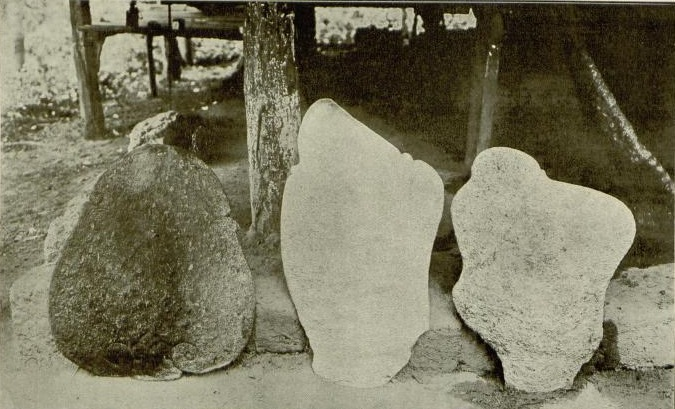
أحجار منحوتة أخرى في عام 1919
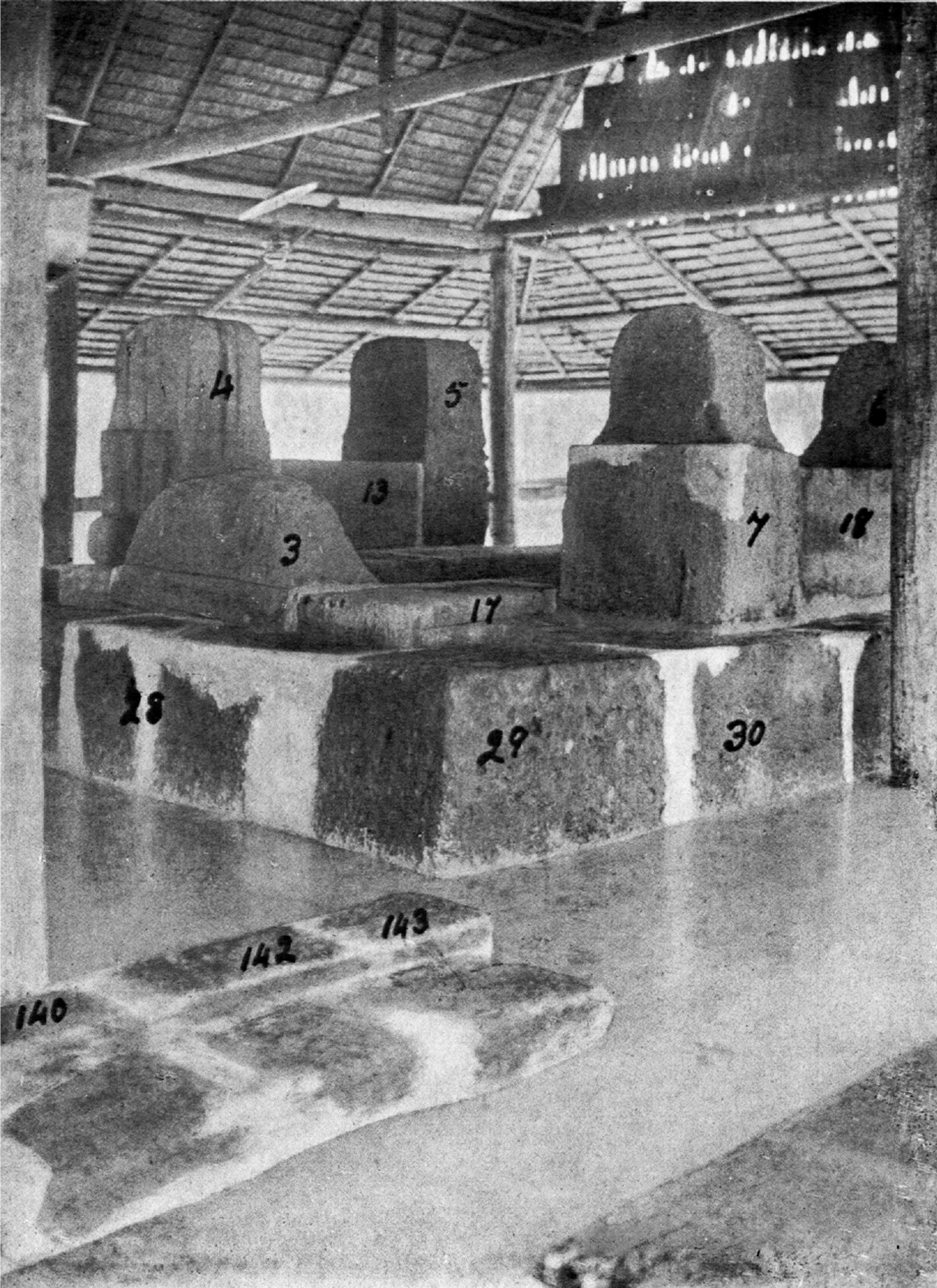
القبر بعد ترميمه عام 1919
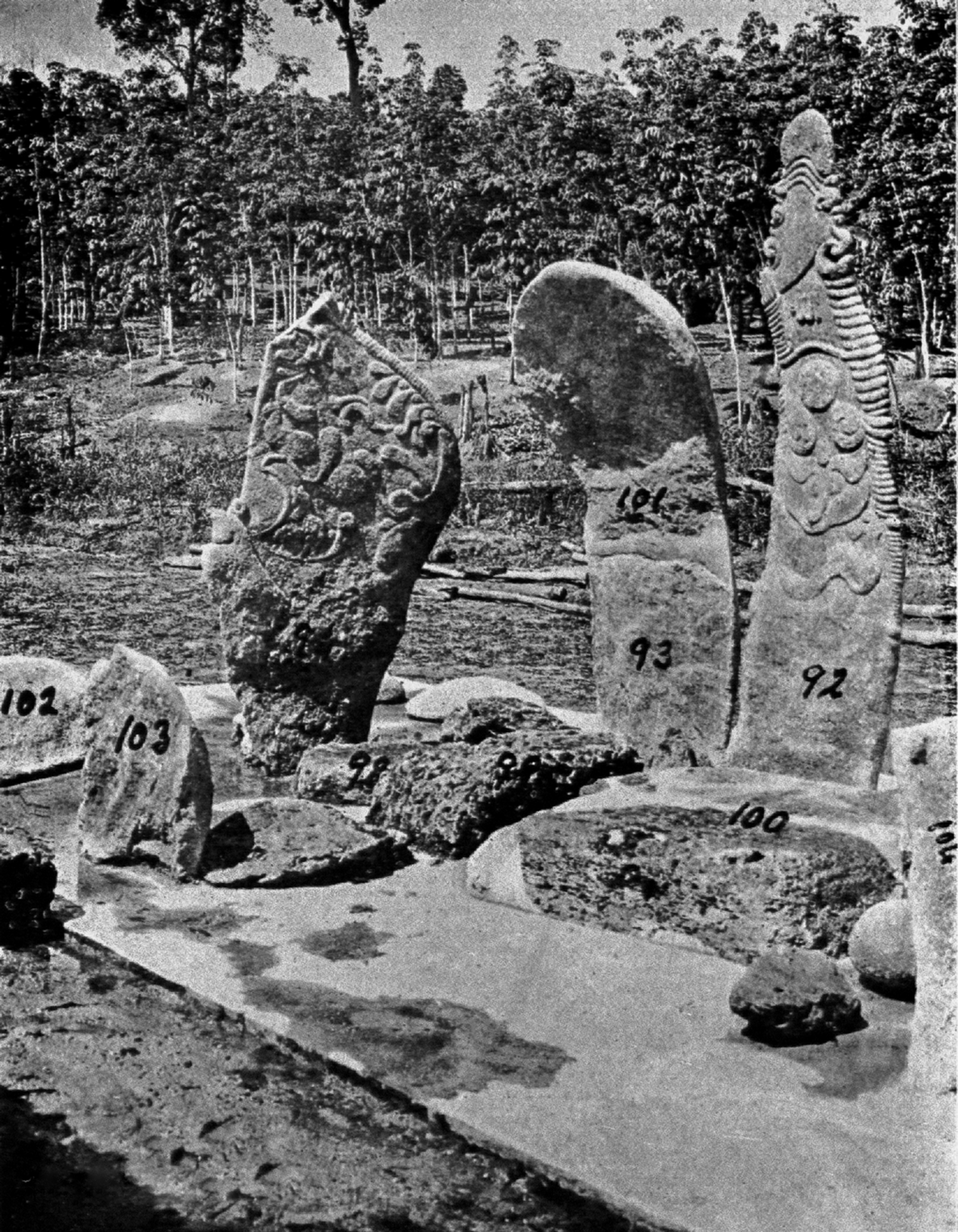
أحجار "الدفة" و"الملعقة" و"السيف" بعد ترميمها عام 1919
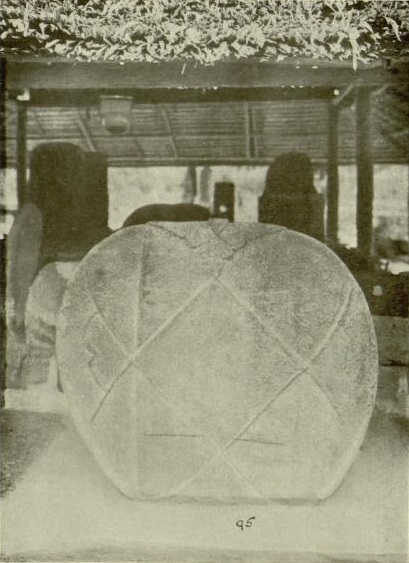
حجر "الدرع" عام 1919 بعد الترميم
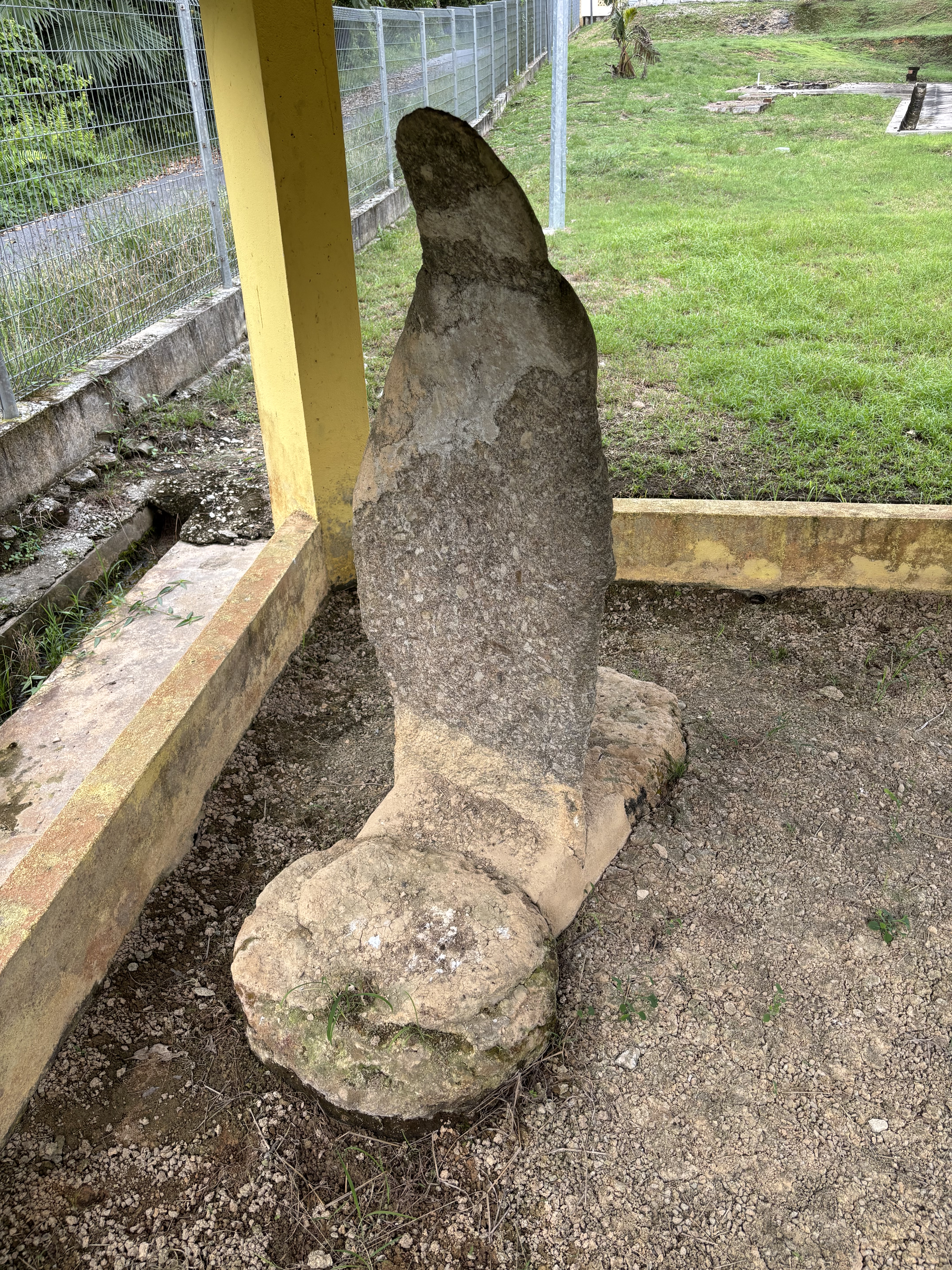
منهير معزول منفصل عن منطقة القبر الرئيسة
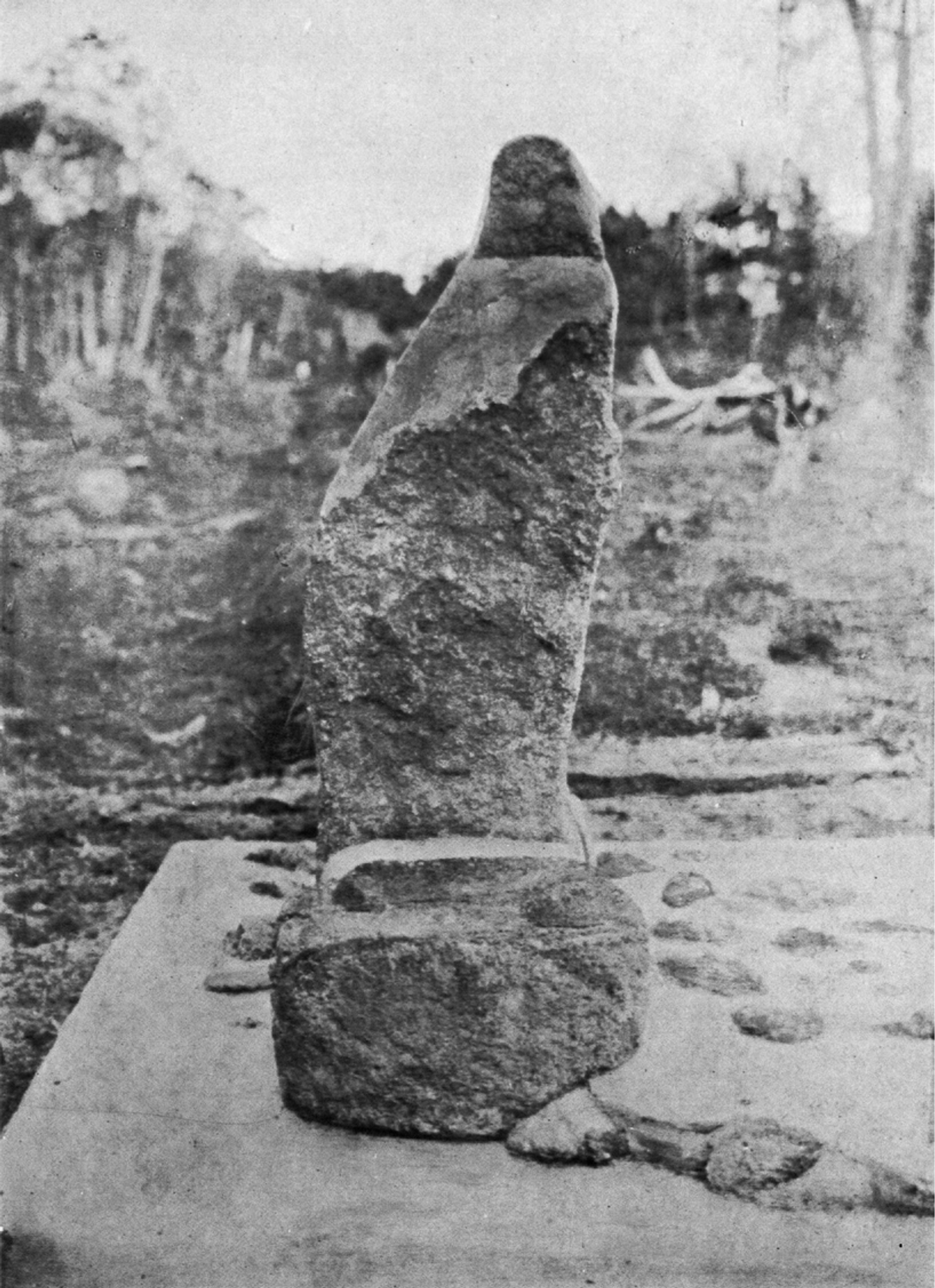
المنهير المعزول في عام 1919 بعد الترميم
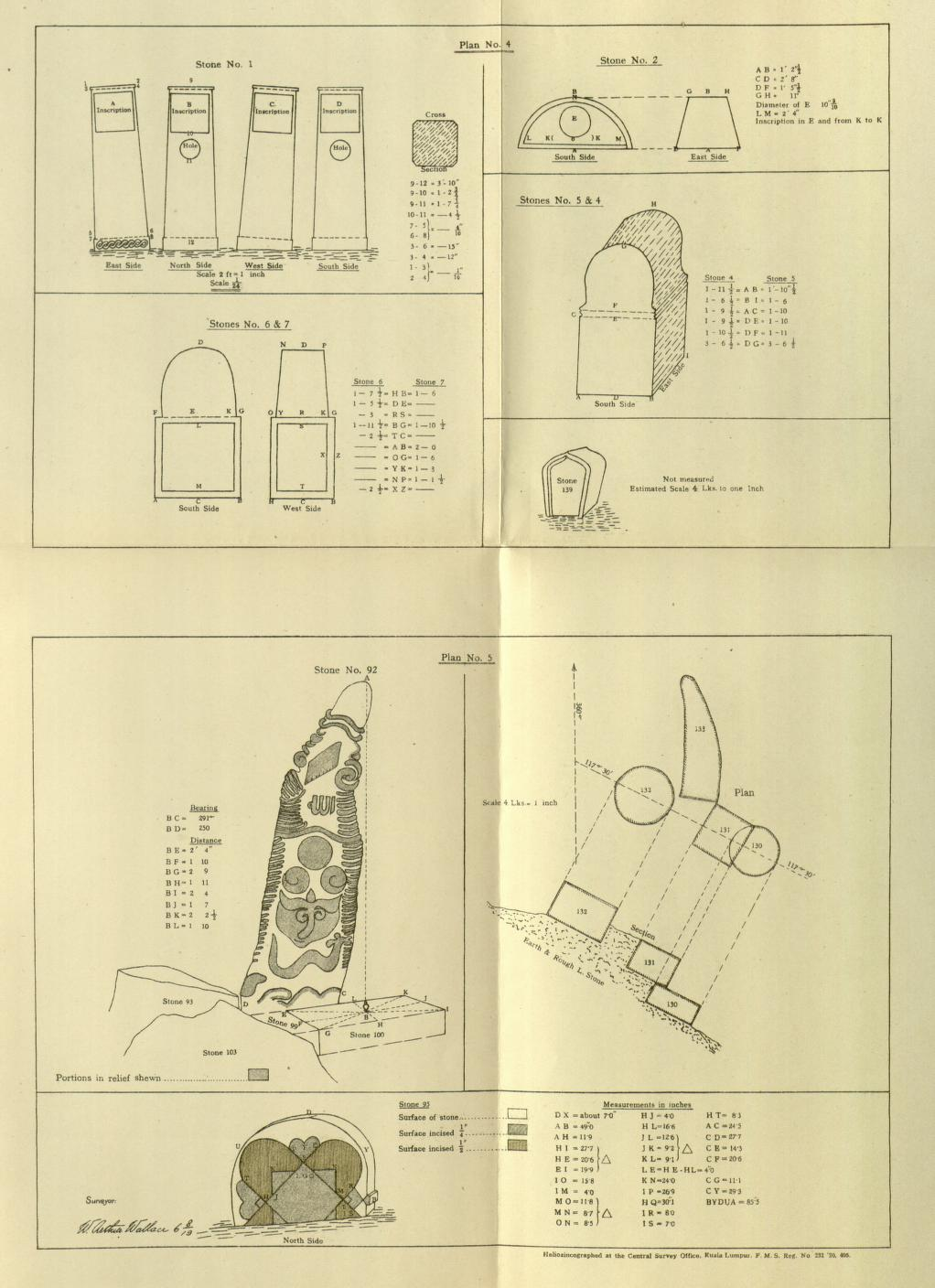
مخططات من عام 1919 لبعض الأحجار، بما في ذلك تفاصيل أحجار "السيف" و"الدرع"
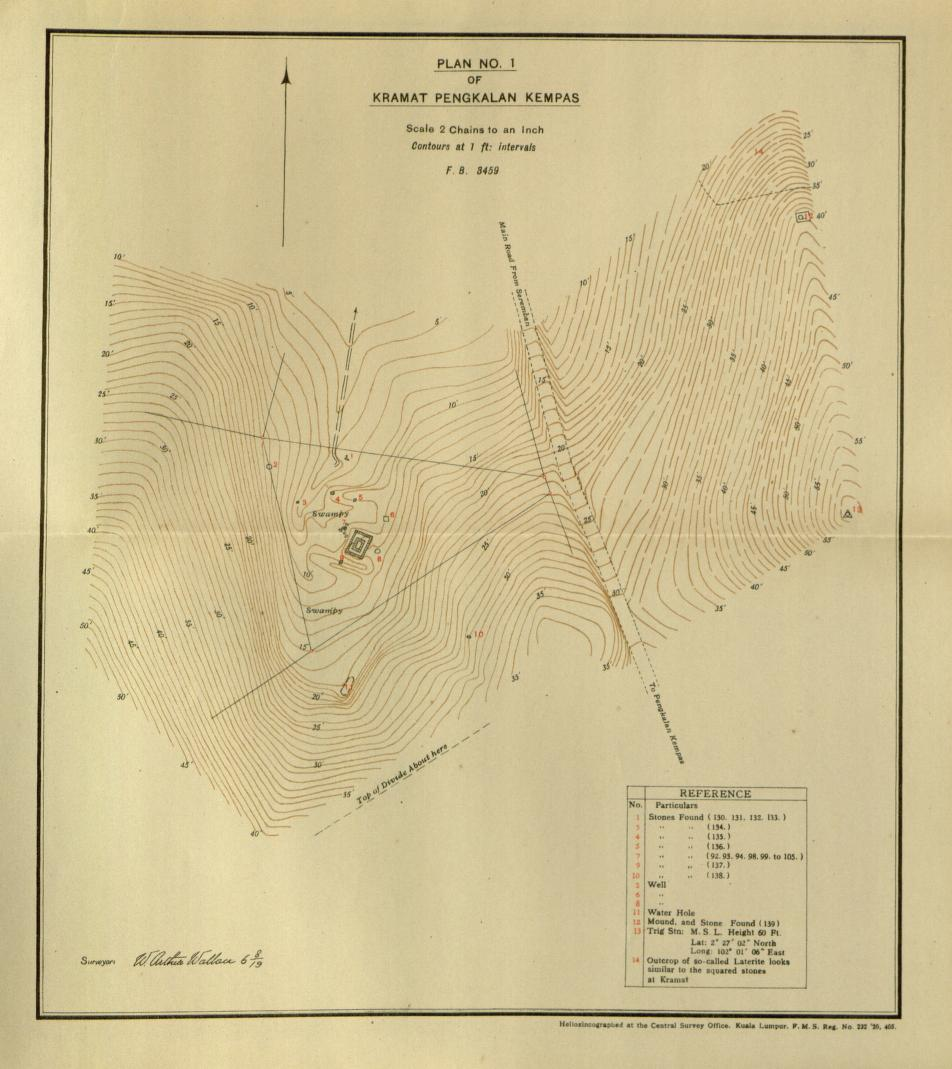
تضاريس الوادي حول الضريح في عام 1919
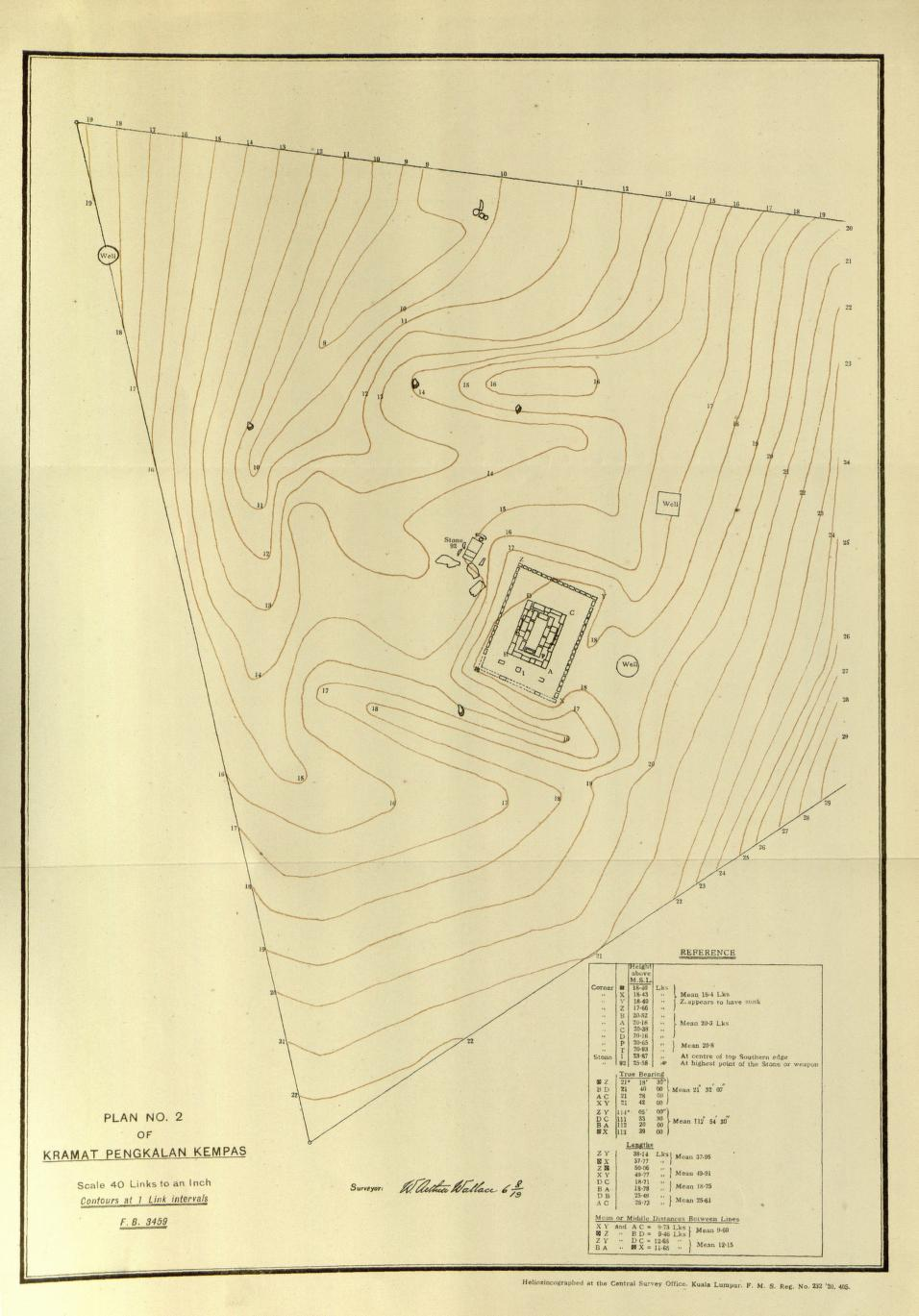
تضاريس الضريح في عام 1919

## روابط خارجية
- W. A. Wallace (أبريل 1921). "Plans of the Negri Sembilan Grave and Megaliths with Notes (Plans 1-5)". Journal of the Federated Malay States Museums. ج. 9 ع. 3: 175–184. مؤرشف من الأصل في 2025-02-16.
- Richard James Wilkinson (1931). "The Pengkalan Kempas "Saint"" (PDF). Journal of the Malaysian Branch of the Royal Asiatic Society. ج. 9 ع. 1: 134–135. مؤرشف من الأصل (PDF) في 2025-01-21.
- Ammar, R.؛ Izzaty, N (25 نوفمبر 2023). "Heritage Series - The Mysterious Monuments of Pengkalan Kempas". Roam This Way. مؤرشف من الأصل في 2025-05-16.